# سولونتوم
سولنتوم أو سولوس (باليونانية: Σολόεις)‏ (بالإيطالية: Solunto)‏ مدينة قديمة في جزيرة صقلية وهي واحدة من ثلاث مستوطنات فينيقية رئيسية في الجزيرة، وتقع على الساحل الشمالي على بعد حوالى 18 كم شرق بانورموس (باليرمو)، ومباشرة قرب رعن جلية في الشرق تدعى كابو زافيرانو. تقع على ارتفاع 200 م عن سطح البحر وعلى الجانب الجنوبي الشرقي من مونتي كاتالفانو (380 م)، في وضع قوي بصورة طبيعية ومهيمنة على المشهد بوضوح. يجادل بعض العلماء بأن سولوس وسولينتوم كانتا مدينتين مختلفتين قريبتين من بعضهما؛ حيث سولنتوم تقع أعلى التلة سكنها الناس مستبدلين مستوطنة سولوس ذات الارتفاع المنخفض. موقعها الحالي هو عند لوكاليتا من سولانتو في بلدية سانتا فلافيا.